# Istenszülő elszenderedése fatemplom (Pusztarajtolc)
A pusztarajtolci Istenszülő elszenderedése fatemplom műemlékké nyilvánított épület Romániában, Szilágy megyében. A romániai műemlékek jegyzékében az  SJ-II-m-B-05103 sorszámon szerepel.